# 990 Yerkes
990 Yerkes је астероид главног астероидног појаса. Приближан пречник астероида је 18,46 , 
а средња удаљеност астероида од Сунца износи 2,668 астрономских јединица (АЈ). 
Инклинација (нагиб) орбите у односу на раван еклиптике је 8,782 степени, а орбитални период износи 1592,096 дана (4,358 године). Ексцентрицитет орбите астероида износи 0,215. 
Апсолутна магнитуда астероида износи 11,50 а геометријски албедо 0,130.
Астероид је откривен 23. новембра 1922. године.